# Őriszentpéter
Őriszentpéter (slowenisch Šentpeter; deutsch St. Peter in der Wart) ist eine ungarische Stadt im Kreis Körmend im Komitat Vas, Westungarn. Őriszentpéter liegt am Oberlauf der Zala in der Region Őrség und war bis Ende 2012 Verwaltungssitz des Kleingebiets Őriszentpéter.

## Geschichte
Őriszentpéter wurde 1280 erstmals urkundlich erwähnt.

## Sehenswürdigkeiten
- Őrség-Nationalpark
- Reformierte Kirche
- Römisch-katholische Kirche Szent Péter apostol

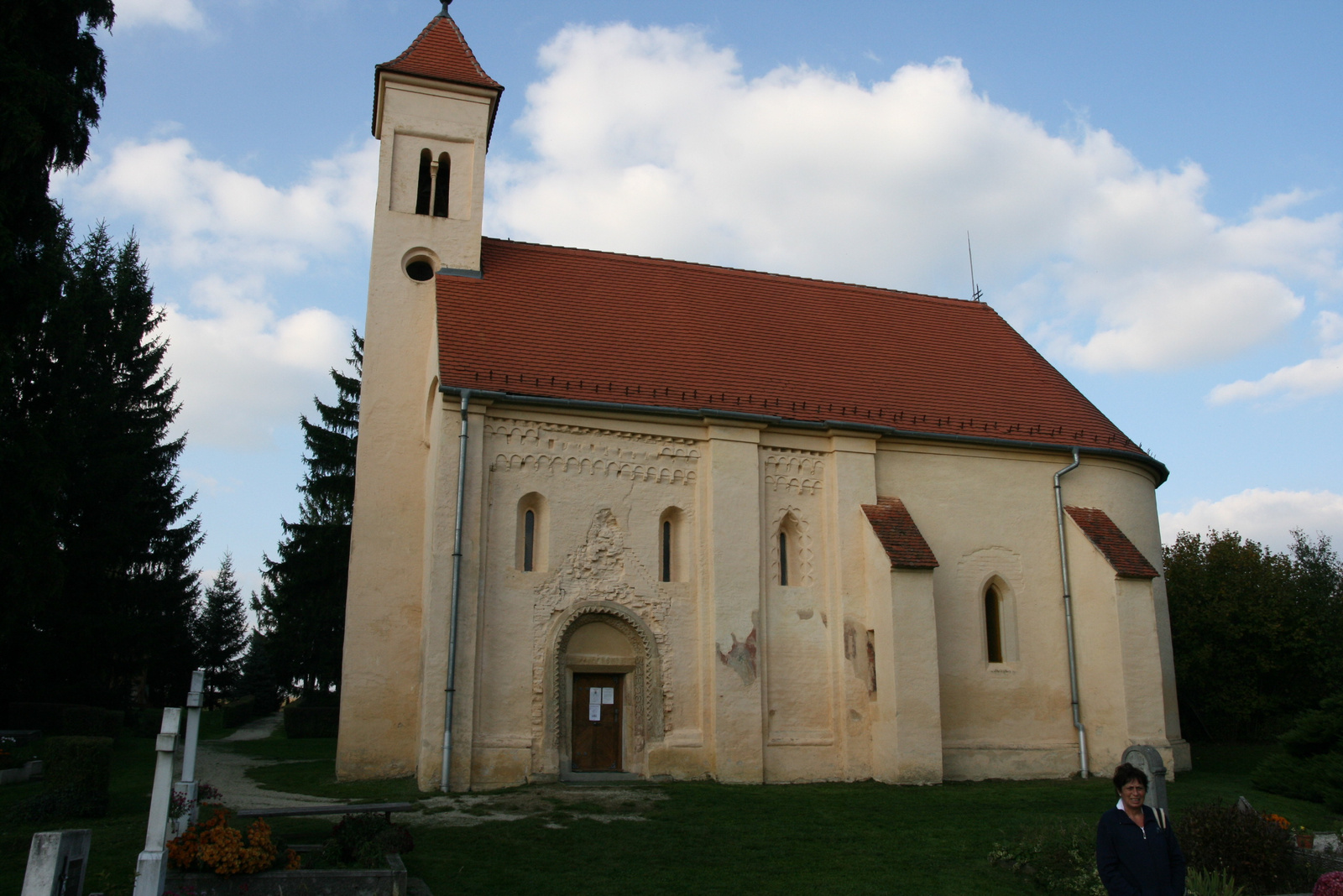
Römisch-katholische Kirche in Őriszentpéter

## Verkehr
In Őriszentpéter treffen die Landstraßen Nr. 4711, Nr. 4751 und Nr. 4753 aufeinander. Der Bahnhof befindet sich am südlichen Rand der Stadt. Er liegt an der Bahnstrecke Zalalövő–Murska Sobota. Es bestehen Zugverbindungen nach Zalaegerszeg sowie nach Slowenien.